# San Severo bianco spumante
Il San Severo bianco spumante è un vino DOC la cui produzione è consentita nella provincia di Foggia.

## Caratteristiche organolettiche
- colore: bianco paglierino.
- odore: leggermente vinoso, gradevole.
- sapore: asciutto, fresco, armonico.

## Produzione
Provincia, stagione, volume in ettolitri
- nessun dato disponibile